# Тральщики типа «Бушар»
Тральщики типа «Буша́р» (исп. Clase Bouchard) — серия аргентинских тральщиков периода Второй мировой войны. Всего в 1935—1939 годах были построены 9 кораблей этого типа.

## История строительства
Тральщики типа «Бушар» — первые относительно крупные корабли, построенные в Аргентине. Сменили в этом качестве тральщики типа «Батэрст» немецкой постройки, закупленные Аргентиной после Первой мировой войны. Были созданы на основе немецких тральщиков типа Minensuchboot 1916, отличаясь от них прежде всего дизельной, вместо паромашинной, энергетической установкой. Артиллерия — английская, 102-мм/50 Bethlehem-Vickers. Аналогичные орудия устанавливались на аргентинских эскадренных миноносцах типов «Ла-Плата» и «Катама́рка». Корабли серии отличались плохой остойчивостью. Заложены в 1935—1937-х гг., введены в строй в 1936—1939-х гг.

## Служба
Корабли получили имена аргентинских военных и политических деятелей — Иполито Бушара, Франциско Драммонда, Сезара Фурнье, Гильермо Гранвилла, Энрике Паркера, Луиса Пи, Карлоса Робинсона, Бенджамина Сивера и Педро Спиру. Тральщики, сведённые в дивизионы, базировались на Пуэрто-Бельграно. В 50-х прошли модернизацию.
В боевых действиях представители типа не участвовали, но 22 сентября 1949 года погиб тральщик «Фурнье», налетев на необозначенную на картах подводную скалу в Магеллановом проливе. К поискам обломков M-5 приступили корабли ВМС Аргентины; несмотря на натянутые отношения между двумя странами, корабли и суда Чили также участвовали в операции. Все члены экипажа «Фурнье» (72 человека) погибли.
В 1960-х тральщики типа «Бушар» были сняты с вооружения Аргентины и частью были проданы Парагваю, а частью — пущены на слом. Корабли проданные Парагваю и получившие названия «Нанава», «Теньенте Фаринья» и «Капитан Меса», до сих пор в составе ВМС Парагвая.

## Список кораблей типа
| Название    | Бортовой номер | Верфь                                          | Закладка | Спуск на воду | Ввод в строй     | Списан          | Примечания                                                      |
| ----------- | -------------- | ---------------------------------------------- | -------- | ------------- | ---------------- | --------------- | --------------------------------------------------------------- |
| Bouchard    | M-7            | Astillero Río Santiago, Энсенада               | 1935     | 20 марта 1936 | 16 мая 1937 года | --              | Продан в феврале 1964-го Парагваю как ARP Nanawa (P-02)         |
| Drummond    | M-2            | Río Santiago, Энсенада                         | 1935     | 1936          | 1936             | 28 марта 1964   |                                                                 |
| Fournier    | M-5            | Astillero Sánchez y Cía. (Сан-Фернандо)        | 1937     | 1938          | 1938             | --              | Погиб 22 сентября 1949                                          |
| Granville   | M-4            | Río Santiago, Энсенада                         | 1935     | 1936          | 1936             | 19 декабря 1967 |                                                                 |
| Parker      | M-11           | Astillero Sánchez y Cía., Сан-Фернандо         | 1937     | 1938          | 1938             | 23 июля 1963    |                                                                 |
| Comodoro Py | M-10           | Astillero Sánchez y Cía., Сан-Фернандо         | 1937     | 31 марта 1938 | 1 июля 1939      | 20 ноября 1967  | Продан в январе 1964-го Парагваю как ARP Teniente Fariña (P-04) |
| Robinson    | M-3            | Hansen y Puccíni (позже Astarsa), Сан-Фернандо | 1937     | август 1938   | 1938             | 19 декабря 1967 |                                                                 |
| Seaver      | M-12           | Hansen y Puccíni, Сан-Фернандо                 | 1937     | август 1938   | 1938             | 20 ноября 1967  | продан Парагваю в ноябре 1967 как ARP Capitán Meza              |
| Spiro       | M-13           | Río Santiago, Энсенада                         | 1937     | 1938          | 1938             | 14 марта 1962   |                                                                 |